# Ashish Thakkar
 (février 2021).
Ashish Thakkar (né en 1981) est un entrepreneur rwandais.

## Biographie
Homme d’affaires, il a inauguré en 2019 au Rwanda la première usine de maraphones, des smartphones « made in Africa »,.